# Яковлеве
Яковлеве — село в Україні, Запорізькому районі Запорізької області. Входить до складу Матвіївської сільської громади.
Площа села — 46,7 га. Кількість дворів — 57, кількість населення на 01.01.2007 р. — 126 чол.

## Географія
Село Яковлеве знаходиться за 1,5 км від села Вишневе та за 2,5 км від села Новософіївка.
Село розташоване за 7 км від Вільнянська, за 32 км від обласного центра.
Найближча залізнична станція — Вільнянськ — знаходиться за 7 км від села.

## Історія
Село утворилось в 1881 р. як колонія німців-переселенців на придбаній землі, назва походить від прізвища колишнього власника землі поміщика Яковлєва 1).
В 1917 році село входить до складу Української Народної Республіки.
Внаслідок поразки Перших визвольних змагань село надовго окуповане більшовицькими загарбниками.
В 1932-1933 селяни пережили сталінський геноцид.
З 24 серпня 1991 року село входить до складу незалежної України.
До 2020 року орган місцевого самоврядування — Купріянівська сільська рада.

## Сьогодення
День села відзначається 23 вересня; в цей день 1943 р. село було захоплено Червоною Армією.
В центрі села знаходиться братська могила вояків Червоної Армії.

## Населення
Згідно з переписом УРСР 1989 року чисельність наявного населення села становила 17 осіб, з яких 8 чоловіків та 9 жінок.
За переписом населення України 2001 року в селі мешкали 2 особи. 100 % населення вказало своєю рідною мовою українську мову.

## Відомі люди
В радгоспі Яковлеве жив і працював Герой Соціалістичної Праці Максименко Костянтин Іванович.

## Сучасність
У 2000-х роках село газифіковане коштом Вадима Вікторовича Кривохатька — бізнесмена і громадсько-політичного діяча Вільнянщини.